# Partido Serbio de los Juramentados
El Partido Serbio de los Juramentados (serbio:  Српска странка Заветници, romanizado: Srpska stranka Zavetnici; abreviado ССЗ o SSZ) es un partido político de extrema derecha serbio. El partido fue fundado en febrero de 2012 bajo el nombre Movimiento Serbio de los Juramentados, y hasta las elecciones parlamentarias de 2020 obtuvo magros resultados. No obstante, en las elecciones parlamentarias de 2022 obtuvo representación parlamentaria por primera vez, ganando 10 escaños en la Asamblea Nacional de Serbia.
Se le considera posicionado en la extrema derecha del espectro político. Es un partido ultranacionalista, y es acérrimamente conservador socialmente. También se opone a la inmigración ilegal. El SSZ se opone a la Unión Europea y la OTAN, y apoya el establecimiento de vínculos más estrechos con Rusia.